# Djongoli
Le djongoli est une purée de haricot à l’huile de palme et à la farine de maïs. Il a une couleur orange et se consomme surtout lors des grandes fêtes. On le rencontre uniquement au Bénin et au Togo.
Il peut avoir diverses appellations selon la région : A Porto-Novo et dans les communes voisines, le Djongoli est connu sous le nom de Sankpiti, Zankpiti ou Adjankpiti. Dans la religion Vodoun, il fait partie des plats typiques des moments cultuels des Zangbéto.

## Ingrédients
Pour cuisiner le djongoli, il faut des ingrédients tels que des haricots blanc aux yeux noir (niébé), de l'huile de palme, du poulet grillé ou 4 cuisses de poulet grillées, de l'ail, une pincée de poivre noir, de l'oignon rouge, des tomates fraîches, des piments rouges, du gingembre, de la farine de maïs, du bouillon, du sel et de l'eau,,.

## Préparation
La préparation peut se faire en cinq étapes :
1. Trier les haricots et les cuire dans 1 L d'eau.
2. Pendant que les haricots sont sur le feu, écraser les épices (piment, ail, gingembre, oignon, poivre) et les tomates puis réserver.
3. Quand les haricots sont cuits, y ajouter la purée des épices, ajouter le cube, saler puis laisser mijoter au feu 5 min.
4. Ajouter l'huile de palme.
5. Ajouter ensuite la farine de maïs en plus tout en remuant progressivement